# 10 февруари
10 февруари е 41-вият ден в годината според григорианския календар. Остават 324 дни до края на годината (325 през високосна година).

## Събития
- 1258 г. – Монголите превземат Багдад и разрушават Абасидския халифат.
- 1392 г. – Състои се сватбата на Елена Драгаш и византийския император Мануил II Палеолог.
- 1619 г. – Състои се сватбата на френската принцеса Кристин Мари и Виктор-Амеде I Савойски, херцог на Савоя и принц на Пиемонт.
- 1763 г. – В Париж е подписан договор за приключване на Седемгодишната война.
- 1799 г. – След завладяването на Египет, Наполеон започва поход за завладяване на Палестина.
- 1824 г. – Симон Боливар е провъзгласен за диктатор на Перу.
- 1827 г. – В Санкт Петербург е основана Военноморска академия.
- 1840 г. – Британската кралица Виктория се омъжва за принц Алберт фон Сакс-Кобург-Гота.
- 1841 г. – Онтарио и Квебек (Канада) са обединени в една провинция със столица Кингстън.
- 1867 г. – Григорий VI е утвърден от Високата порта за Вселенски патриарх.
- 1879 г. – Открито е Учредителното събрание в Търново.
- 1883 г. – В България влиза в сила първият Закон за печата.
- 1885 г. – В България, Пловдив е сформиран БЦТРК, подготвил Съединението.
- 1892 г. – Започва процес срещу Екатерина Каравелова – съпруга на политика Петко Каравелов, и други съпруги на политици-либерали по обвинение в предателство, който завършва с оправдателна присъда.
- 1904 г. – Избухва Руско-японската война.
- 1913 г. – Десет месеца след трагичната им смърт, в Антарктида са намерени телата на членовете от експедицията на Робърт Скот, достигнали Южния полюс.
- 1922 г. – В САЩ е осъществено първото директно излъчване по радиото на цял симфоничен концерт.
- 1925 г. – В Турция избухва въстание на кюрдите за получаване на независимост.
- 1938 г. – Румънският крал Карол отменя конституцията и установява кралска диктатура.
- 1940 г. – Втората световна война: Съветската власт започва масова депортация на полско население от окупираните от Червената армия полски територии, при което 200 хил. души са изпратени в лагери в Украйна, Казахстан и Сибир.
- 1942 г. – Американската звукозаписна фирма Виктор пуска първата в света Златна плоча.
- 1945 г. – Втората световна война: В Полза на САЩ приключва битката между американски и германски войски за контрол върху гората Хуртген, дадени са общо 36 хил. жертви.
- 1945 г. – Втората световна война: Съветска подводница потапя германски транспортен кораб, превозващ цивилни бежанци и ранени войници, загиват около 3600 души.
- 1947 г. – В Париж е подписан Парижкият мирен договор между България и държавите от Антихитлеристката коалиция.
- 1947 г. – Приета е Резолюция 17 на Съвета за сигурност на ООН.
- 1949 г. – Приета е Резолюция 68 на Съвета за сигурност на ООН.
- 1953 г. – I народно събрание на Народна република България приема изменения в Наказателния кодекс и предвижда смъртно наказание за измяна на Родината.
- 1962 г. – Заловеният съветски шпионин Рудолф Абел е разменен за Гари Пауърс, пилот на американския шпионски самолет U2, свален над СССР през 1960 година.
- 1990 г. – Михаил Горбачов заявява в интервю, че обединението на Германия е в ръцете на германците.
- 1996 г. – Суперкомпютърът на IBM Deep Blue става първата машина в света, която спечелва игра по шахмат срещу настоящ световен шампион (Гари Каспаров).
- 2006 г. – В Торино (Италия) са открити XX зимни олимпийски игри.

## Родени
- 1499 г. – Томас Платер, швейцарски хуманист († 1582 г.)
- 1606 г. – Кристина Френска, френска принцеса († 1663 г.)
- 1741 г. – Леонтий Бенингсен, немски граф († 1826 г.)
- 1795 г. – Ари Шефер, френски художник († 1858 г.)
- 1845 г. – Харалан Ангелов, български поет († 1904 г.)
- 1851 г. – Йонко Карагьозов, деец на националноосвободителното движение († 1876 г.)
- 1859 г. – Илия Миларов, български писател († 1948 г.)
- 1861 г. – Тодор Кантарджиев, български генерал († 1945 г.)
- 1867 г. – Костадин Байкушев, български лесовъд († 1932 г.)
- 1870 г. – Стоян Аргиров, български филолог († 1939 г.)
- 1874 г. – Иван Каиков, български революционер († 1965 г.)
- 1890 г. – Борис Пастернак, руски писател, Нобелов лауреат през 1958 г. († 1960 г.)
- 1891 г. – Димитър Осинин, български писател († 1981 г.)
- 1894 г. – Яков Френкел, руски физик († 1952 г.)
- 1897 г. – Джон Франклин Ендърс, американски медик, Нобелов лауреат през 1954 г. († 1985 г.)
- 1898 г. – Бертолт Брехт, немски поет († 1956 г.)
- 1902 г. – Уолтър Братейн, американски физик, Нобелов лауреат през 1956 г. († 1987 г.)
- 1903 г. – Матиас Зинделар, австрийски футболист († 1939 г.)
- 1910 г. – Жорж Пир, белгийски монах, Нобелов лауреат през 1958 г. († 1969 г.)
- 1912 г. – Йожеф Дарваш, унгарски писател († 1973 г.)
- 1912 г. – Херберт Баум, немски антифашист († 1942 г.)
- 1913 г. – Уилям Менстър, римокатолически свещеник († 2007 г.)
- 1922 г. – Арпад Гьонц, президент на Унгария († 2015 г.)
- 1924 г. – Зафир Йончев, български художник – график († 2006 г.)
- 1925 г. – Начо Начев, български учен († 1995 г.)
- 1927 г. – Яков Линд, австрийско-английски писател († 2007 г.)
- 1929 г. – Джери Голдсмит, американски композитор († 2004 г.)
- 1930 г. – Владимир Шкодров, български астроном († 2010 г.)
- 1933 г. – Александър Держански, български физик († 2015 г.)
- 1934 г. – Георги Узунски, български писател († 1987 г.)
- 1934 г. – Татяна Лолова, българска актриса († 2021 г.)
- 1935 г. – Александър Обрешков, български сценарист
- 1938 г. – Асен Дурмишев, български лекар († 2006 г.)
- 1938 г. – Димо Димов, български цигулар и политик
- 1939 г. – Томислав Караджич, сръбски бизнесмен
- 1942 г. – Илия Добрев, български актьор († 2016 г.)
- 1944 г. – Георги Тодоров, български художник
- 1947 г. – Димитър Еленов, български режисьор и актьор († 2020 г.)
- 1950 г. – Марк Шпиц, американски плувец
- 1955 г. – Евгений Бакърджиев, български политик († 2021 г.)
- 1962 г. – Клиф Бъртън, американски музикант († 1986 г.)
- 1963 г. – Мартин Гюлих, немски писател
- 1964 г. – Франческа Нери, италианска актриса
- 1967 г. – Лора Дърн, американска актриса
- 1973 г. – Искра Ангелова, българска журналистка
- 1974 г. – Елизабет Банкс, американска актриса
- 1974 г. – Иври Лидер, израелски певец
- 1977 г. – Сесилия Вега, френска порнографска актриса
- 1982 г. – Александър Методиев, български футболист
- 1982 г. – Джъстин Гатлин, американски спринтьор
- 1984 г. – Брент Евърет, канадски гей порнографски актьор
- 1986 г. – Радамел Фалкао, колумбийски футболист
- 1986 г. – Виктор Троицки, сръбски тенисист
- 1987 г. – Поли Генова, българска поп певица
- 1987 г. – Цветан Димитров, български футболист
- 1988 г. – Фуко, японски фотомодел
- 1988 г. – Християн Димитров, български пистов състезателен пилот
- 1990 г. – Суйонг, корейска певица
- 1997 г. – Клоуи Грейс Морец, американска актриса и фотомодел

## Починали
- 542 г. – Света Сколастика, италианска светица (* 480 г.)
- 917 г. – Фредеруна, кралица на Западнофранкското кралство (* 887 г.)
- 1126 г. – Гийом дьо Поатие, херцог на Аквитания и трубадур (* 1071 г.)
- 1162 г. – Болдуин III, крал на Йерусалим (* 1130 г.)
- 1471 г. – Фридрих II, немски аристократ (* 1413 г.)
- 1567 г. – Хенри Стюарт, английски аристократ (* 1545 г.)
- 1722 г. – Бартоломю Робъртс, уелски пират (* 1682 г.)
- 1738 г. – Готлиб Байер (Теофил Зигфрид), немски историк и филолог (* 1694 г.)
- 1752 г. – Ан Анриет, френска благородничка (* 1727 г.)
- 1755 г. – Шарл дьо Монтескьо, френски мислител (* 1689 г.)
- 1817 г. – Карл Теодор фон Далберг, германски епископ и държавник (* 1744 г.)
- 1829 г. – Лъв XII, римски папа (* 1760 г.)
- 1837 г. – Александър Пушкин, руски поет (* 1799 г.)
- 1857 г. – Дейвид Томпсън, уелски топограф (* 1770 г.)
- 1865 г. – Емилий Ленц, руски физик от немски произход (* 1804 г.)
- 1867 г. – Огюст Викенел, френски геолог (* 1800 г.)
- 1879 г. – Оноре Домие, френски художник (* 1808 г.)
- 1891 г. – София Ковалевска, руска математичка и писателка (* 1850 г.)
- 1897 г. – Йероним Стебницки, руски военен топограф (* 1832 г.)
- 1899 г. – Уилям Колензо, английски мисионер (* 1811 г.)
- 1905 г. – Васил Караконовски, български лекар (* 1840 г.)
- 1912 г. – Джоузеф Листър, английски хирург (* 1827 г.)
- 1915 г. – Георги Агура, български офицер (генерал) (* 1853 г.)
- 1917 г. – Джон Уилям Уотърхаус, британски художник (* 1849 г.)
- 1918 г. – Абдул Хамид II, султан на Османската империя (* 1842 г.)
- 1918 г. – Ернесто Теодоро Монета, италиански пацифист, Нобелов лауреат през 1907 г. (* 1833 г.)
- 1922 г. – Христо Матов, български революционер (* 1872 г.)
- 1923 г. – Вилхелм Рьонтген, немски физик, Нобелов лауреат през 1901 г. (* 1845 г.)
- 1932 г. – Едгар Уолъс, американски писател и киносценарист (* 1875 г.)
- 1939 г. – Пий XI, римски папа (* 1857 г.)
- 1944 г. – Карл Майнхоф, немски лингвист (* 1857 г.)
- 1954 г. – Вилхелм Шмид, австрийски етнолог (* 1868 г.)
- 1958 г. – Жузе Пансети, бразилски художник (* 1902 г.)
- 1959 г. – Борис Ахтаров, български ботаник (* 1885 г.)
- 1966 г. – Били Роуз, американски поп-музикант и композитор (* 1899 г.)
- 1968 г. – Питирим Сорокин, американски социолог (* 1889 г.)
- 1987 г. – Добрин Петков, български диригент (* 1923 г.)
- 2001 г. – Христо Бояджиев, български художник (* 1912 г.)
- 2002 г. – Джон Ериксон, британски историк (* 1929 г.)
- 2002 г. – Михаил Герасимов, български химик (* 1908 г.)
- 2005 г. – Артър Милър, американски драматург (* 1915 г.)
- 2008 г. – Рой Шайдър, американски актьор (* 1932 г.)
- 2014 г. – Шърли Темпъл, американска актриса (* 1928 г.)

## Празници
- Православие – Св. мъченица Валентина и свети Харалампий Магнезийски (Чуминден) - покровител на пчеларите и меда. Имен ден празнуват Валентина, Валентин, Валя, Вальо, Харалампи, Ламбо, Пейо, Пейчо, Пейка.
- Католическа църква – Ден на Света Схоластика
- Международен ден за безопасен интернет
- Ден на пчеларя